# Валтырево
Валтырево — деревня в Вачском районе Нижегородской области. Входит в состав Казаковского сельсовета.
До 28 августа 2009 года находилась в составе Алтунинского сельсовета.
Расположена деревня в 5 км к юго-востоку от райцентра Вача, у истоков реки Перя (правый приток Серёжи), высота над уровнем моря 177 м. Ближайшие населённые пункты: Горышово в 300 м южнее, Мочалово в 1 км на восток и Нершево в 1,2 км на юго-восток.
До революции входила в Горбатовский уезд Нижегородской губернии.

## Население
| 1999 | 2002 | 2010 |
| ---- | ---- | ---- |
| 5    | ↘0   | →0   |